# Medaliści Letnich Igrzysk Olimpijskich 2016
Niektóre z zamieszczonych tu informacji od 2017-07 wymagają weryfikacji.
Dokładniejsze informacje o tym, co należy poprawić, być może znajdują się w dyskusji tego artykułu.
 Po wyeliminowaniu niedoskonałości należy usunąć szablon [[Szablon:Dopracować|]] z tego artykułu.
Lista ta przedstawia wszystkich medalistów Letnich Igrzysk Olimpijskich 2016.

## Badminton
Mężczyźni
| Konkurencja | Złoto                      | Srebro                           | Brąz                               |
| singiel     | Chen Long (CHN)            | Lee Chong Wei (MAS)              | Viktor Axelsen (DEN)               |
| debel       | Fu Haifeng Zhang Nan (CHN) | Goh Wei Shem Tan Wee Kiong (MAS) | Marcus Ellis Chris Langridge (GBR) |

Kobiety
| Konkurencja | Złoto                                  | Srebro                                        | Brąz                                 |
| singiel     | Carolina Marin (ESP)                   | Pusarla Venkata Sindhu (IND)                  | Nozomi Okuhara (JPN)                 |
| debel       | Misaki Matsutomo Ayaka Takahashi (JPN) | Christinna Pedersen Kamilla Rytter Juhl (DEN) | Jung Kyung-eun Shin Seung-chan (KOR) |

Mikst
| Konkurencja | Złoto                              | Srebro                            | Brąz                        |
| mikst       | Tontowi Ahmad Lilyana Natsir (INA) | Chan Peng Soon Goh Liu Ying (MAS) | Zhang Nan Zhao Yunlei (CHN) |

## Boks
Mężczyźni
| Konkurencja          | Złoto                       | Srebro                      | Brąz                                                   |
| waga papierowa       | Xasanboy Do‘smatov (UZB)    | Yurberjen Martínez (COL)    | Joahnys Argilagos (CUB) Nico Hernández (USA)           |
| waga musza           | Shaxobidin Zoirov (UZB)     | wakat                       | Yoel Finol (VEN) Hu Jianguan (CHN)                     |
| waga kogucia         | Robeisy Ramírez (CUB)       | Shakur Stevenson (USA)      | Władimir Nikitin (RUS) Murodjon Axmadaliyev (UZB)      |
| waga lekka           | Robson Conceição (BRA)      | Sofiane Oumiha (FRA)        | Lázaro Álvarez (CUB) Dordżnjambuugijn Otgondalaj (MGL) |
| waga lekkopółśrednia | Fazliddin Gaibnazarov (UZB) | Lorenzo Sotomayor (AZE)     | Witalij Dunajcew (RUS) Artem Harutyunyan (GER)         |
| waga półśrednia      | Danijar Jeleusinow (KAZ)    | Shaxram Giyasov (UZB)       | Mohammed Rabii (MAR) Souleymane Cissokho (FRA)         |
| waga średnia         | Arlen López (CUB)           | Bektemir Meliqo‘ziyev (UZB) | Kamran Szachsuwarły (AZE) Misael Rodríguez (MEX)       |
| waga półciężka       | Julio de la Cruz (CUB)      | Ädylbek Nijazymbetow (KAZ)  | Mathieu Bauderlique (FRA) Joshua Buatsi (GBR)          |
| waga ciężka          | Jewgienij Tiszczenko (RUS)  | Wasilij Lewit (KAZ)         | Rustam Tulaganov (UZB) Erislandy Savón (CUB)           |
| waga superciężka     | Tony Yoka (FRA)             | Joe Joyce (GBR)             | Filip Hrgović (CRO) Iwan Dyczko (KAZ)                  |

Kobiety
| Konkurencja  | Złoto                  | Srebro                 | Brąz                                           |
| waga musza   | Nicola Adams (GBR)     | Sarah Ourahmoune (FRA) | Ren Cancan (TUR) Ingrit Valencia (COL)         |
| waga lekka   | Estelle Mossely (FRA)  | Yin Junhua (CHN)       | Mira Potkonen (FIN) Anastasija Bielakowa (RUS) |
| waga średnia | Claressa Shields (USA) | Nouchka Fontijn (NED)  | Dariga Szakimowa (KAZ) Li Qian (CHN)           |

## Gimnastyka

### Gimnastyka artystyczna
| Konkurencja           | Złoto                                                                                                 | Srebro                                                                                 | Brąz |
| wielobój indywidualny | Margarita Mamun (RUS)                                                                                 | Jana Kudriawcewa (RUS)                                                                 | Hanna Rizatdinowa (UKR)                                                                                          |
| zawody drużynowe      | Rosja Wiera Birjukowa Anastasija Blizniuk Anastasija Maksimowa Anastasija Tatiarowa Marija Tolkaczewa | Hiszpania Sandra Aguilar Artemi Gavezou Elena López Lourdes Mohedano Alejandra Quereda | Bułgaria Renata Kamberowa Ljubomira Kazanowa Mihaela Majewska-Wieliczkowa Cwetelina Najdenowa Hristiana Todorowa |

### Gimnastyka sportowa
Mężczyźni
| Konkurencja                 | Złoto                                                                       | Srebro                                                                                  | Brąz                                                          |
| ćwiczenia wolne             | Max Whitlock (GBR)                                                          | Diego Hypolito (BRA)                                                                    | Arthur Mariano (BRA)                                          |
| ćwiczenia na koniu z łękami | Max Whitlock (GBR)                                                          | Louis Smith (GBR)                                                                       | Alexander Naddour (USA)                                       |
| ćwiczenia na kółkach        | Elefterios Petrunias (GRE)                                                  | Arthur Zanetti (BRA)                                                                    | Dienis Ablazin (RUS)                                          |
| ćwiczenia na poręczach      | Ołeh Werniajew (UKR)                                                        | Danell Leyva (USA)                                                                      | Dawid Bielawski (RUS)                                         |
| ćwiczenia na drążku         | Fabian Hambüchen (GER)                                                      | Danell Leyva (USA)                                                                      | Nile Wilson (GBR)                                             |
| skoki                       | Ri Se-gwang (PRK)                                                           | Dienis Ablazin (RUS)                                                                    | Kenzo Shirai (JPN)                                            |
| wielobój indywidualny       | Kōhei Uchimura (JPN)                                                        | Ołeh Werniajew (UKR)                                                                    | Max Whitlock (GBR)                                            |
| wielobój drużynowy          | Japonia Ryōhei Katō Kenzo Shirai Yūsuke Tanaka Kōhei Uchimura Kōji Yamamuro | Rosja Dienis Ablazin Dawid Bielawski Iwan Strietowicz Nikołaj Kuksenkow Nikita Nagornyj | Chiny Deng Shudi Lin Chaopan Liu Yang You Hao Zhang Chenglong |

Kobiety
| Konkurencja                           | Złoto                                                                                              | Srebro                                                                                     | Brąz                                                      |
| ćwiczenia wolne                       | Simone Biles (USA)                                                                                 | Alexandra Raisman (USA)                                                                    | Amy Tinkler (GBR)                                         |
| ćwiczenia na poręczach asymetrycznych | Alija Mustafina (RUS)                                                                              | Madison Kocian (USA)                                                                       | Sophie Scheder (GER)                                      |
| ćwiczenia na równoważni               | Sanne Wevers (NED)                                                                                 | Laurie Hermandez (USA)                                                                     | Simone Biles (USA)                                        |
| skoki                                 | Simone Biles (USA)                                                                                 | Marija Pasieka (RUS)                                                                       | Giulia Steingruber (SUI)                                  |
| wielobój indywidualny                 | Simone Biles (USA)                                                                                 | Alexandra Raisman (USA)                                                                    | Alija Mustafina (RUS)                                     |
| wielobój drużynowy                    | Stany Zjednoczone Simone Biles Gabrielle Douglas Laurie Hernandez Madison Kocian Alexandra Raisman | Rosja Angelika Mielnikowa Alija Mustafina Marija Pasieka Daria Spiridonowa Seda Tutchalian | Chiny Fan Yilin Mao Yi Shang Chunsong Tan Jiaxin Wang Yan |

### Skoki na trampolinie
| Konkurencja | Złoto                      | Srebro            | Brąz          |
| mężczyźni   | Uładzisłau Hanczarou (BLR) | Dong Dong (CHN)   | Gao Lei (CHN) |
| kobiety     | Rosannagh MacLennan (CAN)  | Bryony Page (GBR) | Li Dan (CHN)  |

## Golf
| Konkurencja | Złoto             | Srebro               | Brąz                |
| mężczyźni   | Justin Rose (GBR) | Henrik Stenson (SWE) | Matt Kuchar (USA)   |
| kobiety     | Park Inbee (KOR)  | Lydia Ko (NZL)       | Feng Shanshan (CHN) |

## Hokej na trawie
| Konkurencja | Złoto | Srebro | Brąz |
| mężczyźni   | Argentyna Juan Manuel Vivaldi Gonzalo Peillat Juan Ignacio Gilardi Facundo Callioni Lucas Rey Matías Paredes Joaquín Menini Lucas Vila Luca Masso Ignacio Ortiz Juan Martín Lópezy Juan Manuel Saladino Isidoro Ibarra Matías Rey Manuel Brunet Agustín Mazzilli Lucas Rossi Pedro Ibarra | Belgia Arthur van Doren John-John Dohmen Florent van Aubel Sébastien Dockier Cédric Charlier Gauthier Boccard Emmanuel Stockbroekx Thomas Briels Félix Denayer Vincent Vanasch Simon Gougnard Loïck Luypaert Tom Boon Jérôme Truyens Elliot van Strydonck Tanguy Cosyns | Niemcy Nicolas Jacobi Mathias Müller Linus Butt Martin Häner Moritz Trompertz Mats Grambusch Christopher Wesley Timm Herzbruch Tobias Hauke Tom Grambusch Christopher Rührz Martin Zwicker Moritz Fürste Florian Fuchs Timur Oruz Niklas Wellen                          |
| kobiety     | Wielka Brytania Maddie Hinch Laura Unsworth Crista Cullen Hannah Macleod Georgie Twigg Helen Richardson-Walsh Susannah Townsend Kate Richardson-Walsh Sam Quek Alex Danson Giselle Ansley Sophie Bray Hollie Webb Shona McCallin Lily Owsley Nicola White                                 | Holandia Joyce Sombroek Xan de Waard Kitty van Male Laurien Leurink Willemijn Bos Marloes Keetels Carlien Dirkse van den Heuvel Kelly Jonker Maria Verschoor Lidewij Welten Caia van Maasakker Maartje Paumen Naomi van As Ellen Hoog Margot van Geffen Eva de Goede    | Niemcy Nike Lorenz Selin Oruz Anne Schröder Lisa Schütze Charlotte Stapenhorst Katharina Otte Janne Müller-Wieland Hannah Krüger Jana Teschke Lisa Altenburg Franzisca Hauke Cécile Pieper Marie Mävers Annika Sprink Julia Müller Pia-Sophie Oldhafer Kristina Reynolds |

## Jeździectwo
| Konkurencja              | Złoto                                                                              | Srebro                                                                      | Brąz                                                                              |
| skoki indywidualnie      | Nick Skelton (GBR)                                                                 | Peder Fredricson (SWE)                                                      | Eric Lamaze (CAN)                                                                 |
| skoki drużynowe          | Francja Philippe Rozier Kevin Staut Roger-Yves Bost Pénélope Leprevost             | Stany Zjednoczone Kent Farrington Lucy Davis McLain Ward Elizabeth Madden   | Niemcy Daniel Deußer Meredith Michaels-Beerbaum Ludger Beerbaum Christian Ahlmann |
| ujeżdżenie indywidualnie | Charlotte Dujardin (GBR)                                                           | Isabell Werth (GER)                                                         | Kristina Bröring-Sprehe (GER)                                                     |
| ujeżdżenie drużynowe     | Niemcy Sönke Rothenberger Dorothee Schneider Kristina Bröring-Sprehe Isabell Werth | Wielka Brytania Spencer Wilton Fiona Bigwood Carl Hester Charlotte Dujardin | Stany Zjednoczone Allison Brock Kasey Perry-Glass Steffen Peters Laura Graves     |
| WKKW indywidualnie       | Michael Jung (GER)                                                                 | Astier Nicolas (FRA)                                                        | Phillip Dutton (USA)                                                              |
| WKKW drużynowo           | Francja Astier Nicolas Mathieu Lemoine Thibaut Vallette Karim Laghouag             | Niemcy Michael Jung Ingrid Klimke Sandra Auffarth Julia Krajewski           | Australia Chris Burton Sam Griffiths Stuart Tinney Shane Rose                     |

## Judo
Mężczyźni
| Konkurencja    | Złoto                     | Srebro                    | Brąz                                               |
| do 60 kg       | Biesłan Mudranow (RUS)    | Jełdos Smietow (KAZ)      | Naohisa Takatō (JPN) Diyorbek Urozboyev (UZB)      |
| do 66 kg       | Fabio Basile (ITA)        | An Baul (KOR)             | Rishod Sobirov (UZB) Masashi Ebinuma (JPN)         |
| do 73 kg       | Shōhei Ōno (JPN)          | Rüstəm Orucov (AZE)       | Dirk Van Tichelt (BEL) Lasza Szawdatuaszwili (GEO) |
| do 81 kg       | Chasan Chałmurzajew (RUS) | Travis Stevens (USA)      | Sergiu Toma (UAE) Takanori Nagase (JPN)            |
| do 90 kg       | Mashu Baker (JPN)         | Warlam Liparteliani (GEO) | Gwak Dong-han (KOR) Cheng Xunzhao (CHN)            |
| do 100 kg      | Lukáš Krpálek (CZE)       | Elmar Qasımov (AZE)       | Cyrille Maret (FRA) Ryūnosuke Haga (JPN)           |
| powyżej 100 kg | Teddy Riner (FRA)         | Hisayoshi Harasawa (JPN)  | Rafael Silva (BRA) Or Sason (ISR)                  |

Kobiety
| Konkurencja   | Złoto                   | Srebro                      | Brąz                                           |
| do 48 kg      | Paula Pareto (ARG)      | Jeong Bo-kyeong (KOR)       | Galbadrachyn Otgonceceg (KAZ) Ami Kondo (JPN)  |
| do 52 kg      | Majlinda Kelmendi (KOS) | Odette Giuffrida (ITA)      | Misato Nakamurah (JPN) Natalja Kuziutina (RUS) |
| do 57 kg      | Rafaela Silva (BRA)     | Dordżsürengijn Sumjaa (MGL) | Telma Monteiro (POR) Kaori Matsumoto (JPN)     |
| do 63 kg      | Tina Trstenjak (SLO)    | Clarisse Agbegnenou (FRA)   | Jarden Dżerbi (ISR) Anicka van Emden (NED)     |
| do 70 kg      | Haruka Tachimoto (JPN)  | Yuri Alvear (COL)           | Sally Conway (GBR) Laura Vargas Koch (GER)     |
| do 78 kg      | Kayla Harrison (USA)    | Audrey Tcheuméo (FRA)       | Mayra Aguiar (BRA) Anamari Velenšek (SLO)      |
| powyżej 78 kg | Emilie Andéol (FRA)     | Idalys Ortíz (CUB)          | Yu Song (CHN) Kanae Yamabe (JPN)               |

## Kajakarstwo

### Kajakarstwo górskie
Mężczyźni
| Konkurencja | Złoto                                | Srebro                                | Brąz                                 |
| K-1         | Joseph Clarke (GBR)                  | Peter Kauzer (SLO)                    | Jiří Prskavec (CZE)                  |
| C-1         | Denis Gargaud Chanut (FRA)           | Matej Beňuš (SVK)                     | Takuya Haneda (JPN)                  |
| C-2         | Ladislav Škantár Peter Škantár (SVK) | David Florence Richard Hounslow (GBR) | Gauthier Klauss Matthieu Péché (FRA) |

Kobiety
| Konkurencja | Złoto                   | Srebro            | Brąz              |
| K-1         | Maialen Chourraut (ESP) | Luuka Jones (NZL) | Jessica Fox (AUS) |

### Kajakarstwo klasyczne
Mężczyźni
| Konkurencja | Złoto                                                     | Srebro                                              | Brąz                                                    |
| C-1 200 m   | Jurij Czeban (UKR)                                        | Wałentyn Demjanenko (AZE)                           | Isaquias Queiroz (BRA)                                  |
| C-1 1000 m  | Sebastian Brendel (GER)                                   | Isaquias Queiroz (BRA)                              | Ilja Sztokałow (RUS)                                    |
| C-2 1000 m  | Sebastian Brendel Jan Vandrey (GER)                       | Erlon Silva Isaquias Queiroz (BRA)                  | Dmytro Janczuk Taras Miszczuk (UKR)                     |
| K-1 200 m   | Liam Heath (GBR)                                          | Maxime Beaumont (FRA)                               | Saúl Craviotto (ESP) Ronald Rauhe (GER)                 |
| K-1 1000 m  | Marcus Walz (ESP)                                         | Josef Dostál (CZE)                                  | Roman Anoszkin (RUS)                                    |
| K-2 200 m   | Saúl Craviotto Cristian Toro (ESP)                        | Liam Heath Jon Schofield (GBR)                      | Aurimas Lankas Edvinas Ramanauskas (LTU)                |
| K-2 1000 m  | Max Rendschmidt Marcus Gross (GER)                        | Marko Tomićević Milenko Zorić (SRB)                 | Ken Wallace Lachlan Tame (AUS)                          |
| K-4 1000 m  | Max Rendschmidt Tom Liebscher Max Hoff Marcus Gross (GER) | Denis Myšák Erik Vlček Juraj Tarr Tibor Linka (SVK) | Daniel Havel Lukáš Trefil Josef Dostál Jan Štěrba (CZE) |

Kobiety
| Konkurencja | Złoto                                                              | Srebro                                                               | Brąz                                                                           |
| K-1 200 m   | Lisa Carrington (NZL)                                              | Marta Walczykiewicz (POL)                                            | Inna Osypenko-Radomska (AZE)                                                   |
| K-1 500 m   | Danuta Kozák (HUN)                                                 | Emma Jørgensen (DEN)                                                 | Lisa Carrington (NZL)                                                          |
| K-2 500 m   | Gabriella Szabó Danuta Kozák (HUN)                                 | Franziska Weber Tina Dietze (GER)                                    | Karolina Naja Beata Mikołajczyk (POL)                                          |
| K-4 500 m   | Gabriella Szabó Danuta Kozák Tamara Csipes Krisztina Fazekas (HUN) | Sabrina Hering Franziska Weber Steffi Kriegerstein Tina Dietze (GER) | Marharyta Machniewa Nadzieja Lapieszka Wolha Chudzenka Maryna Litwinczuk (BLR) |

## Kolarstwo

### Kolarstwo BMX
| Konkurencja | Złoto               | Srebro                 | Brąz                    |
| mężczyźni   | Connor Fields (USA) | Jelle van Gorkom (NED) | Carlos Ramirez (COL)    |
| kobiety     | Mariana Pajón (COL) | Alise Post (USA)       | Stefany Hernández (VEN) |

### Kolarstwo górskie
| Konkurencja | Złoto                | Srebro                  | Brąz                    |
| mężczyźni   | Nino Schurter (SUI)  | Jaroslav Kulhavý (CZE)  | Carlos Coloma (ESP)     |
| kobiety     | Jenny Rissveds (SWE) | Maja Włoszczowska (POL) | Catharine Pendrel (CAN) |

### Kolarstwo szosowe
Mężczyźni
| Konkurencja                | Złoto                   | Srebro               | Brąz               |
| jazda indywidualna na czas | Fabian Cancellara (SUI) | Tom Dumoulin (NED)   | Chris Froome (GBR) |
| wyścig ze startu wspólnego | Greg Van Avermaet (BEL) | Jakob Fuglsang (DEN) | Rafał Majka (POL)  |

Kobiety
| Konkurencja                | Złoto                      | Srebro                 | Brąz                       |
| jazda indywidualna na czas | Kristin Armstrong (USA)    | Olga Zabielinska (RUS) | Anna van der Breggen (NED) |
| wyścig ze startu wspólnego | Anna van der Breggen (NED) | Emma Johansson (SWE)   | Elisa Longo Borghini (ITA) |

### Kolarstwo torowe
Mężczyźni
| Konkurencja      | Złoto                                                                             | Srebro                                                                                  | Brąz                                                                                     |
| sprint           | Jason Kenny (GBR)                                                                 | Callum Skinner (GBR)                                                                    | Dienis Dmitrijew (RUS)                                                                   |
| keirin           | Jason Kenny (GBR)                                                                 | Matthijs Büchli (NED)                                                                   | Azizulhasni Awang (MAS)                                                                  |
| omnium           | Elia Viviani (ITA)                                                                | Mark Cavendish (GBR)                                                                    | Lasse Norman Hansen (DEN)                                                                |
| sprint drużynowy | Wielka Brytania Philip Hindes Jason Kenny Callum Skinner                          | Nowa Zelandia Eddie Dawkins Ethan Mitchell Sam Webster                                  | Francja Grégory Baugé Michaël D’Almeida François Pervis                                  |
| wyścig drużynowy | Wielka Brytania Bradley Wiggins Mark Cavendish Ed Clancy Owain Doull Steven Burke | Australia Jack Bobridge Michael Hepburn Alexander Edmondson Sam Welsford Callum Scotson | Dania Lasse Norman Hansen Casper von Folsach Frederik Madsen Rasmus Quaade Niklas Larsen |

Kobiety
| Konkurencja      | Złoto                                                                    | Srebro                                                                    | Brąz                                                                               |
| sprint           | Kristina Vogel (GER)                                                     | Becky James (GBR)                                                         | Katy Marchant (GBR)                                                                |
| keirin           | Elis Ligtlee (NED)                                                       | Becky James (GBR)                                                         | Anna Meares (AUS)                                                                  |
| omnium           | Laura Trott (GBR)                                                        | Sarah Hammer (USA)                                                        | Jolien D’Hoore (BEL)                                                               |
| sprint drużynowy | Chiny Zhong Tianshi Gong Jinjie                                          | Rosja Darja Szmielowa Anadtasija Wojnowa                                  | Niemcy Kristina Vogel Miriam Welte                                                 |
| wyścig drużynowy | Wielka Brytania Joanna Rowsell Laura Trott Katie Archibald Elinor Barker | Stany Zjednoczone Sarah Hammer Chloé Dygert Kelly Catlin Jennifer Valente | Kanada Allison Beveridge Georgia Simmerling Kirsti Lay Laura Brown Jasmin Glaesser |

## Koszykówka
| Konkurencja | Złoto | Srebro | Brąz |
| mężczyźni   | Stany Zjednoczone Jimmy Butler Kevin Durant DeAndre Jordan Kyle Lowry Harrison Barnes DeMar DeRozan Kyrie Irving Klay Thompson DeMarcus Cousins Paul George Draymond Green Carmelo Anthony         | Serbia Miloš Teodosić Marko Simonović Bogdan Bogdanović Stefan Marković Nikola Kalinić Nemanja Nedović Stefan Birčević Miroslav Raduljica Nikola Jokić Vladimir Štimac Stefan Jović Milan Mačvan | Hiszpania Pau Gasol Rudy Fernández Sergio Rodríguez Juan Carlos Navarro José Calderón Felipe Reyes Víctor Claver Guillermo Hernangómez Álex Abrines Sergio Llull Nikola Mirotić Ricky Rubio     |
| kobiety     | Stany Zjednoczone Lindsay Whalen Seimone Augustus Sue Bird Maya Moore Angel McCoughtry Breanna Stewart Tamika Catchings Elena Delle Donne Diana Taurasi Sylvia Fowles Tina Charles Brittney Griner | Hiszpania Leticia Romero Laura Nicholls Silvia Domínguez Alba Torrens Laia Palau Marta Xargay Leonor Rodríguez Lucila Pascua Anna Cruz Laura Quevedo Laura Gil Astou Ndour                       | Serbia Tamara Radočaj Sonja Petrović Saša Čađo Sara Krnjić Nevena Jovanović Jelena Milovanović Dajana Butulija Dragana Stanković Aleksandra Crvendakić Milica Dabović Ana Dabović Danielle Page |

## Lekkoatletyka
Mężczyźni
| Konkurencja                   | Złoto                                                                                           | Srebro                                                                             | Brąz                                                                              |
| bieg na 100 m                 | Usain Bolt (JAM)                                                                                | Justin Gatlin (USA)                                                                | Andre De Grasse (CAN)                                                             |
| bieg na 200 m                 | Usain Bolt (JAM)                                                                                | Andre De Grasse (CAN)                                                              | Christophe Lemaitre (FRA)                                                         |
| bieg na 400 m                 | Wayde van Niekerk (RSA)                                                                         | Kirani James (GRN)                                                                 | LaShawn Merritt (USA)                                                             |
| bieg na 800 m                 | David Rudisha (KEN)                                                                             | Taoufik Makhloufi (ALG)                                                            | Clayton Murphy (USA)                                                              |
| bieg na 1500 m                | Matthew Centrowitz (USA)                                                                        | Taoufik Makhloufi (ALG)                                                            | Nick Willis (NZL)                                                                 |
| bieg na 5000 m                | Mohamed Farah (GBR)                                                                             | Paul Chelimo (USA)                                                                 | Hagos Gebrhiwet (ETH)                                                             |
| bieg na 10 000 m              | Mohamed Farah (GBR)                                                                             | Paul Kipngetich Tanui (KEN)                                                        | Tamirat Tola (ETH)                                                                |
| maraton                       | Eliud Kipchoge (KEN)                                                                            | Feyisa Lilesa (ETH)                                                                | Galen Rupp (USA)                                                                  |
| bieg na 3000 m z przeszkodami | Conseslus Kipruto (KEN)                                                                         | Evan Jager (USA)                                                                   | Mahiedine Mekhissi-Benabbad (FRA)                                                 |
| bieg na 110 m przez płotki    | Omar McLeod (JAM)                                                                               | Orlando Ortega (ESP)                                                               | Dimitri Bascou (FRA)                                                              |
| bieg na 400 m przez płotki    | Kerron Clement (USA)                                                                            | Boniface Tumuti (KEN)                                                              | Yasmani Copello (TUR)                                                             |
| sztafeta 4 × 100 m            | Jamajka Asafa Powell Yohan Blake Nickel Ashmeade Usain Bolt Jevaughn Minzie Kemar Bailey-Cole   | Japonia Ryota Yamagata Shota Iizuka Yoshihide Kiryu Asuka Cambridge                | Kanada Akeem Haynes Aaron Brown Brendon Rodney Andre De Grasse Mobolade Ajomale   |
| sztafeta 4 × 400 m            | Stany Zjednoczone Arman Hall Tony McQuay Gil Roberts LaShawn Merritt Kyle Clemons David Verburg | Jamajka Peter Matthews Nathon Allen Fitzroy Dunkley Javon Francis Rusheen McDonald | Bahamy Alonzo Russell Michael Mathieu Steven Gardiner Chris Brown Stephen Newbold |
| chód na 20 km                 | Wang Zhen (CHN)                                                                                 | Cai Zelin (CHN)                                                                    | Dane Bird-Smith (AUS)                                                             |
| chód na 50 km                 | Matej Tóth (SVK)                                                                                | Jared Tallent (AUS)                                                                | Hirooki Arai (JPN)                                                                |
| skok wzwyż                    | Derek Drouin (CAN)                                                                              | Mutazz Isa Barszim (QAT)                                                           | Bohdan Bondarenko (UKR)                                                           |
| skok o tyczce                 | Thiago Braz (BRA)                                                                               | Renaud Lavillenie (FRA)                                                            | Sam Kendricks (USA)                                                               |
| skok w dal                    | Jeff Henderson (USA)                                                                            | Luvo Manyonga (RSA)                                                                | Greg Rutherford (GBR)                                                             |
| trójskok                      | Christian Taylor (USA)                                                                          | Will Claye (GBR)                                                                   | Dong Bin (CHN)                                                                    |
| pchnięcie kulą                | Ryan Crouser (USA)                                                                              | Joe Kovacs (USA)                                                                   | Tomas Walsh (NZL)                                                                 |
| rzut dyskiem                  | Christoph Harting (GER)                                                                         | Piotr Małachowski (POL)                                                            | Daniel Jasinski (GER)                                                             |
| rzut młotem                   | Dilszod Nazarow (TJK)                                                                           | Iwan Cichan (BLR)                                                                  | Wojciech Nowicki (POL)                                                            |
| rzut oszczepem                | Thomas Röhler (GER)                                                                             | Julius Yego (KEN)                                                                  | Keshorn Walcott (TTO)                                                             |
| dziesięciobój                 | Ashton Eaton (USA)                                                                              | Kévin Mayer (FRA)                                                                  | Damian Warner (CAN)                                                               |

Kobiety
| Konkurencja                   | Złoto | Srebro | Brąz                                                                                     |
| bieg na 100 m                 | Elaine Thompson (JAM)                                                                                                 | Tori Bowie (USA) | Shelly-Ann Fraser-Pryce (JAM)                                                            |
| bieg na 200 m                 | Elaine Thompson (JAM)                                                                                                 | Dafne Schippers (NED) | Tori Bowie (USA)                                                                         |
| bieg na 400 m                 | Shaunae Miller (BAH)                                                                                                  | Allyson Felix (USA) | Shericka Jackson (JAM)                                                                   |
| bieg na 800 m                 | Caster Semenya (RSA)                                                                                                  | Francine Niyonsaba (BDI) | Margaret Wambui (KEN)                                                                    |
| bieg na 1500 m                | Faith Kipyegon (KEN)                                                                                                  | Genzebe Dibaba (ETH) | Jennifer Simpson (USA)                                                                   |
| bieg na 5000 m                | Vivian Cheruiyot (KEN)                                                                                                | Hellen Obiri (KEN) | Almaz Ayana (ETH)                                                                        |
| bieg na 10 000 m              | Almaz Ayana (ETH) | Vivian Cheruiyot (KEN) | Tirunesh Dibaba (ETH)                                                                    |
| maraton                       | Jemima Sumgong (KEN)                                                                                                  | Eunice Kirwa (BRN) | Mare Dibaba (ETH)                                                                        |
| bieg na 3000 m z przeszkodami | Ruth Jebet (BRN) | Hyvin Jepkemoi (KEN) | Emma Coburn (USA)                                                                        |
| bieg na 100 m przez płotki    | Brianna Rollins (USA)                                                                                                 | Nia Ali (USA) | Kristi Castlin (USA)                                                                     |
| bieg na 400 m przez płotki    | Dalilah Muhammad (USA)                                                                                                | Sara Petersen (DEN) | Ashley Spencer (USA)                                                                     |
| sztafeta 4 × 100 m            | Stany Zjednoczone Tianna Bartoletta Allyson Felix English Gardner Tori Bowie Morolake Akinosun                        | Jamajka Christania Williams Elaine Thompson Veronica Campbell-Brown Shelly-Ann Fraser-Pryce Simone Facey Sashalee Forbes         | Wielka Brytania Asha Philip Desiree Henry Dina Asher-Smith Daryll Neita                  |
| sztafeta 4 × 400 m            | Stany Zjednoczone Allyson Felix Phyllis Francis Natasha Hastings Courtney Okolo Taylor Ellis-Watson Francena McCorory | Jamajka Stephenie Ann McPherson Anneisha McLaughlin-Whilby Shericka Jackson Novlene Williams-Mills Christine Day Chrisann Gordon | Wielka Brytania Eilidh Doyle Anyika Onuora Emily Diamond Christine Ohuruogu Kelly Massey |
| chód na 20 km                 | Liu Hong (CHN) | María Guadalupe González (MEX)                                                                                                   | Lü Xiuzhi (CHN)                                                                          |
| skok wzwyż                    | Ruth Beitia (ESP) | Mireła Demirewa (BUL) | Blanka Vlašić (CRO)                                                                      |
| skok o tyczce                 | Ekaterini Stefanidi (GRE)                                                                                             | Sandi Morris (USA) | Eliza McCartney (NZL)                                                                    |
| skok w dal                    | Tianna Bartoletta (USA)                                                                                               | Brittney Reese (USA) | Ivana Španović (SRB)                                                                     |
| trójskok                      | Caterine Ibargüen (COL)                                                                                               | Yulimar Rojas (VEN) | Olga Rypakowa (KAZ)                                                                      |
| pchnięcie kulą                | Michelle Carter (USA)                                                                                                 | Valerie Adams (NZL) | Anita Márton (HUN)                                                                       |
| rzut dyskiem                  | Sandra Perković (CRO)                                                                                                 | Mélina Robert-Michon (FRA) | Denia Caballero (CUB)                                                                    |
| rzut młotem                   | Anita Włodarczyk (POL)                                                                                                | Zhang Wenxiu (CHN) | Sophie Hitchon (CUB)                                                                     |
| rzut oszczepem                | Sara Kolak (CRO) | Sunette Viljoen (RSA) | Barbora Špotáková (CZE)                                                                  |
| siedmiobój                    | Nafissatou Thiam (BEL)                                                                                                | Jessica Ennis-Hill (GBR) | Brianne Theisen-Eaton (CAN)                                                              |

## Łucznictwo
Mężczyźni
| Konkurencja   | Złoto                                                  | Srebro                                                     | Brąz                                          |
| indywidualnie | Ku Bon-chan (KOR)                                      | Jean-Charles Valladont (FRA)                               | Brady Ellison (USA)                           |
| drużynowy     | Korea Południowa Ku Bon-chan Lee Seung-yun Kim Woo-jin | Stany Zjednoczone Brady Ellison Zach Garrett Jake Kaminski | Australia Alec Potts Ryan Tyack Taylor Worthi |

Kobiety
| Konkurencja   | Złoto                                                | Srebro                                                    | Brąz                                                     |
| indywidualnie | Chang Hye-jin (KOR)                                  | Lisa Unruh (GER)                                          | Ki Bo-bae (KOR)                                          |
| drużynowy     | Korea Południowa Chang Hye-jin Choi Mi-sun Ki Bo-bae | Rosja Tujana Daszidorżiewa Ksenia Pierowa Inna Stiepanowa | Chińskie Tajpej Le Chien-ying Lin Shih-chiak Tan Ya-ting |

## Pięciobój nowoczesny
| Konkurencja | Złoto                 | Srebro                   | Brąz                   |
| mężczyźni   | Aleksandr Lesun (RUS) | Pawło Tymoszczenko (UKR) | Ismael Hernández (MEX) |
| kobiety     | Chloe Esposito (AUS)  | Élodie Clouvel (FRA)     | Oktawia Nowacka (POL)  |

## Piłka nożna
| Konkurencja | Złoto | Srebro | Brąz |
| mężczyźni   | Brazylia Weverton Zeca Rodrigo Caio Marquinhos Renato Augusto Douglas Santos Luan Vieira Rafinha Gabriel Barbosa Neymar Gabriel Jesus Walace William Luan Garcia Rodrigo Dourado Thiago Maia Felipe Anderson Uilson                                                                                 | Niemcy Timo Horn Jeremy Toljan Lukas Klostermann Matthias Ginter Niklas Süle Sven Bender Max Meyer Lars Bender Davie Selke Leon Goretzka Julian Brandt Jannik Huth Philipp Max Robert Bauer Max Christiansen Grischa Prömel Serge Gnabry Nils Petersen Eric Oelschlägel                                                 | Nigeria Daniel Akpeyi Seth Muenfuh Sinceren Kingsley Madu Shehu Abdullahi Saturday Erimuya William Troost-Ekongr Aminu Umar Oghenekaro Etebo Imoh Ezekiel John Obi Mikel Junior Ajayi Popoola Saliu Umar Sadiq Azubuike Okechukwu Ndifreke Udo Stanley Amuzie Usman Mohammed Emmanuel Daniel       |
| kobiety     | Niemcy Almuth Schult Josephine Henning Saskia Bartusiak Leonie Maier Annike Krahn Simone Laudehr Melanie Behringer Lena Goeßling Alexandra Popp Dzsenifer Marozsán Anja Mittag Tabea Kemme Sara Däbritz Babett Peter Mandy Islacker Melanie Leupolz Isabel Kerschowskin Laura Benkarth Svenja Huthh | Szwecja Hedvig Lindahl Jonna Andersson Linda Sembrant Emma Berglund Nilla Fischer Magdalena Ericsson Lisa Dahlkvist Lotta Schelin Kosovare Asllani Sofia Jakobsson Stina Blackstenius Olivia Schough Fridolina Rolfö Emilia Appelqvist Jessica Samuelsson Elin Rubensson Caroline Seger Hilda Carlén Pauline Hammarlund | Kanada Stephanie Labbé Allysha Chapman Kadeisha Buchanan Shelina Zadorsky Rebecca Quinn Deanne Rose Rhian Wilkinson Diana Matheson Josée Bélanger Ashley Lawrence Desiree Scott Christine Sinclair Sophie Schmidt Melissa Tancredi Nichelle Prince Janine Beckie Jessie Flemingr Sabrina D’Angelon |

## Piłka ręczna
| Konkurencja | Złoto | Srebro | Brąz |
| mężczyźni   | Dania Niklas Landin Jacobsen Mads Christiansen Mads Mensah Larsen Casper Ulrich Mortensen Jesper Nøddesbo Jannick Green Lasse Svan Hansen René Toft Hansen Henrik Møllgaard Kasper Søndergaard Sarup Henrik Toft Hansen Mikkel Hansen Morten Olsen Michael Damgaard        | Francja Olivier Nyokas Daniel Narcisse Vincent Gérard Nikola Karabatić Kentin Mahé Mathieu Grébille Thierry Omeyer Timothey N’Guessan Luc Abalo Cédric Sorhaindo Michaël Guigou Luka Karabatić Ludovic Fabregas Adrien Dipanda Valentin Porte                         | Niemcy Uwe Gensheimer Finn Lemke Patrick Wiencek Tobias Reichmann Fabian Wiede Silvio Heinevetter Hendrik Pekeler Steffen Weinhold Martin Strobel Steffen Fäth Kai Häfner Andreas Wolff Julius Kühn Christian Dissinger Paul Drux                   |
| kobiety     | Rosja Anna Sedojkina Polina Kuzniecowa Darja Dmitrijewa Anna Sień Olga Okopjan Anna Wiachiriewa Marina Sudakowa Władlena Bobrownikowa Wiktorija Żylinskajte Jekatierina Mariennikowa Irina Bliznowa Jekatierina Iljina Majia Pietrowa Tatjana Jerochina Wiktorija Kalinina | Francja Laura Glauser Blandine Dancette Camille Ayglon Allison Pineau Laurisa Landre Grace Zaadi Marie Prouvensier Amandine Leynaud Manon Houette Siraba Dembélé Chloé Bulleux Tamara Horacek Béatrice Edwige Estelle Nze Minko Gnonsiane Niombla Alexandra Lacrabère | Norwegia Kari Aalvik Grimsbø Mari Molid Emilie Hegh Arntzen Veronica Kristiansen Ida Alstad Heidi Løke Nora Mørk Stine Bredal Oftedal Marit Malm Frafjord Katrine Lunde Linn-Kristin Riegelhuth Koren Amanda Kurtović Camilla Herreme Sanna Solberg |

## Piłka wodna
| Konkurencja | Złoto | Srebro | Brąz |
| mężczyźni   | Serbia Gojko Pijetlović Dušan Mandić Živko Gocić Sava Ranđelović Miloš Ćuk Duško Pijetlović Slobodan Nikić Milan Aleksić Nikola Jakšić Filip Filipović Andrija Prlainović Stefan Mitrović Branislav Mitrović                    | Chorwacja Josip Pavić Damir Burić Antonio Petković Luka Lončar Maro Joković Luka Bukić Xavier García Andro Bušlje Sandro Sukno Ivan Krapić Anđelo Šetka Marko Macan Marko Bijač                                             | Włochy Stefano Tempesti Francesco Di Fulvio Niccolò Gitto Pietro Figlioli Alessandro Velotto Michael Bodegas Andrea Fondelli Valentino Gallo Christian Presciutti Nicholas Presciutti Matteo Aicardi Alessandro Nora Marco Del Lungo          |
| kobiety     | Stany Zjednoczone Samantha Hill Madeline Musselmann Melissa Seidemann Rachel Fattal Caroline Clark Maggie Steffens Courtney Mathewson Kiley Neushul Aria Fischer Kaleigh Gilchrist Makenzie Fischer Kami Craig Ashleigh Johnson | Włochy Giulia Gorlero Chiara Tabani Arianna Garibotti Elisa Queirolo Federica Radicchi Rosaria Aiello Tania Di Mario Roberta Bianconi Giulia Enrica Emmolo Francesca Pomeri Aleksandra Cotti Teresa Frassinetti Laura Teani | Rosja Anna Ustiuchina Marija Borisowa Jekatierina Prokofjewa Elwina Karimowa Nadieżda Fiedotowa Olga Gorbunowa Jekatierina Lisunowa Anastasija Simanowicz Anna Timofiejewa Jewgienija Sobolewa Jewgienija Iwanowa Anna Griniowa Anna Karnauch |

## Pływanie
Mężczyźni
| Konkurencja               | Złoto | Srebro                                                                                             | Brąz                                                                               |
| 50 m stylem dowolnym      | Anthony Ervin (USA) | Florent Manaudou (FRA)                                                                             | Nathan Adrian (USA)                                                                |
| 100 m stylem dowolnym     | Kyle Chalmers (AUS) | Pieter Timmers (BEL)                                                                               | Nathan Adrian (USA)                                                                |
| 200 m stylem dowolnym     | Sun Yang (CHN) | Chad le Clos (RSA)                                                                                 | Conor Dwyer (USA)                                                                  |
| 400 m stylem dowolnym     | Mack Horton (AUS) | Sun Yang (CHN)                                                                                     | Gabriele Detti (ITA)                                                               |
| 1500 m stylem dowolnym    | Gregorio Paltrinieri (ITA)                                                                                                   | Connor Jaeger (USA)                                                                                | Gabriele Detti (ITA)                                                               |
| 100 m stylem grzbietowym  | Ryan Murphy (USA) | Xu Jiayu (CHN)                                                                                     | David Plummer (USA)                                                                |
| 200 m stylem grzbietowym  | Ryan Murphy (USA) | Mitch Larkin (AUS)                                                                                 | Jewgienij Ryłow (RUS)                                                              |
| 100 m stylem klasycznym   | Adam Peaty (GBR) | Cameron van der Burgh (RSA)                                                                        | Cody Miller (USA)                                                                  |
| 200 m stylem klasycznym   | Dmitrij Bałandin (KAZ) | Josh Prenot (USA)                                                                                  | Anton Czupkow (RUS)                                                                |
| 100 m stylem motylkowym   | Joseph Schooling (SIN) | Michael Phelps (USA) Chad le Clos (RSA) László Cseh (HUN)                                          | [ b ]                                                                              |
| 200 m stylem motylkowym   | Michael Phelps (USA) | Masato Sakai (JPN)                                                                                 | Tamás Kenderesi (HUN)                                                              |
| 200 m stylem zmiennym     | Michael Phelps (USA) | Kōsuke Hagino (JPN)                                                                                | Wang Shun (CHN)                                                                    |
| 400 m stylem zmiennym     | Kōsuke Hagino (JPN) | Chase Kalisz (USA)                                                                                 | Daiya Seto (JPN)                                                                   |
| 4 × 100 m stylem dowolnym | Stany Zjednoczone Caeleb Dressel Michael Phelps Ryan Held Nathan Adrian Jimmy Feigen Blake Pieroni Anthony Ervin             | Francja Mehdy Metella Fabien Gilot Florent Manaudou Jérémy Stravius Clément Mignon William Meynard | Australia James Roberts Kyle Chalmers James Magnussen Cameron McEvoy Matthew Abood |
| 4 × 200 m stylem dowolnym | Stany Zjednoczone Conor Dwyer Townley Haas Ryan Lochte Michael Phelps Clark Smith Jack Conger Gunnar Bentz                   | Wielka Brytania Stephen Milne Duncan Scott Daniel Wallace James Guy Robbie Renwick                 | Japonia Kōsuke Hagino Naito Ehara Yuki Kobori Takeshi Matsuda                      |
| 4 × 100 m stylem zmiennym | Stany Zjednoczone Ryan Murphy Cody Miller Michael Phelps Nathan Adrian David Plummer Kevin Cordes Tom Shields Caeleb Dressel | Wielka Brytania Chris Walker-Hebborn Adam Peaty James Guy Duncan Scott                             | Australia Mitch Larkin Jake Packard David Morgan Kyle Chalmers Cameron McEvoy      |
| 10 km na otwartym akwenie | Ferry Weertman (NED) | Spiridon Janiotis (GRE)                                                                            | Marc-Antoine Olivier (FRA)                                                         |

Kobiety
| Konkurencja               | Złoto | Srebro | Brąz |
| 50 m stylem dowolnym      | Pernille Blume (DEN) | Simone Manuel (USA)                                                                                              | Alaksandra Hierasimienia (BLR)                                                                                |
| 100 m stylem dowolnym     | Simone Manuel (USA) Penelope Oleksiak (CAN)                                                                                    | [ b ] | Sarah Sjöström (SWE)                                                                                          |
| 200 m stylem dowolnym     | Katie Ledecky (USA) | Sarah Sjöström (SWE)                                                                                             | Emma McKeon (AUS)                                                                                             |
| 400 m stylem dowolnym     | Katie Ledecky (USA) | Jazmin Carlin (GBR)                                                                                              | Leah Smith (USA)                                                                                              |
| 800 m stylem dowolnym     | Katie Ledecky (USA) | Jazmin Carlin (GBR)                                                                                              | Boglárka Kapás (HUN)                                                                                          |
| 100 m stylem grzbietowym  | Katinka Hosszú (HUN) | Kathleen Baker (USA)                                                                                             | Kylie Masse (CAN) Fu Yuanhui (CHN)                                                                            |
| 200 m stylem grzbietowym  | Madeline DiRado (USA) | Katinka Hosszú (HUN)                                                                                             | Hilary Caldwell (CAN)                                                                                         |
| 100 m stylem klasycznym   | Lilly King (USA) | Julija Jefimowa (RUS)                                                                                            | Katie Meili (USA)                                                                                             |
| 200 m stylem klasycznym   | Rie Kanetō (JPN) | Julija Jefimowa (RUS)                                                                                            | Shi Jinglin (CHN)                                                                                             |
| 100 m stylem motylkowym   | Sarah Sjöström (SWE) | Penelope Oleksiak (CAN)                                                                                          | Dana Vollmer (USA)                                                                                            |
| 200 m stylem motylkowym   | Mireia Belmonte Garcia (ESP)                                                                                                   | Madeline Groves (AUS)                                                                                            | Natsumi Hoshi (JPN)                                                                                           |
| 200 m stylem zmiennym     | Katinka Hosszú (HUN) | Siobhan-Marie O’Connor (GBR)                                                                                     | Madeline DiRado (USA)                                                                                         |
| 400 m stylem zmiennym     | Katinka Hosszú (HUN) | Madeline DiRado (USA)                                                                                            | Mireia Belmonte Garcia (ESP)                                                                                  |
| 4 × 100 m stylem dowolnym | Australia Emma McKeon Brittany Elmslie Bronte Campbell Cate Campbell Madison Wilson                                            | Stany Zjednoczone Simone Manuel Abbey Weitzeil Dana Vollmer Katie Ledecky Amanda Weir Lia Neal Allison Schmitt   | Kanada Sandrine Mainville Kyle Chalmers Chantal van Landeghem Taylor Ruck Penelope Oleksiak Michelle Williams |
| 4 × 200 m stylem dowolnym | Stany Zjednoczone Allison Schmitt Leah Smith Madeline DiRado Katie Ledecky Missy Franklin Melanie Margalis Cierra Runge        | Australia Leah Neale Emma McKeon Bronte Barratt Tamsin Cook Jessica Ashwood                                      | Kanada Katerine Savard Taylor Ruck Brittany MacLean Penelope Oleksiak Emily Overholt Kennedy Goss             |
| 4 × 100 m stylem zmiennym | Stany Zjednoczone Kathleen Baker Lilly King Dana Vollmer Simone Manuel Olivia Smoliga Katie Meili Kelsi Worrell Abbey Weitzeil | Australia Emily Seebohm Taylor McKeown Emma McKeon Cate Campbell Madison Wilson Madeline Groves Brittany Elmslie | Dania Mie Nielsen Rikke Møller Pedersen Jeanette Ottesen Pernille Blume                                       |
| 10 km na otwartym akwenie | Sharon van Rouwendaal (NED) | Rachele Bruni (ITA)                                                                                              | Poliana Okimoto (BRA)                                                                                         |

## Pływanie synchroniczne
| Konkurencja | Złoto | Srebro                                                                                                   | Brąz |
| duety       | Rosja Swietłana Romaszyna Natalja Iszczenko | Chiny Huang Xuechen Sun Wenyan                                                                           | Japonia Yukiko Inui Risako Mitsui                                                                                              |
| drużyny     | Rosja Swietłana Romaszyna Natalja Iszczenko Ałła Szyszkina Aleksandra Packiewicz Marija Szuroczkina Włada Czigiriowa Swietłana Kolesniczenko Jelena Prokofjewa Gielena Topilina | Chiny Huang Xuechen Sun Wenyan Zeng Zhen Liang Xinping Gu Xiao Yin Chengxin Guo Li Tang Mengni Li Xiaolu | Japonia Yukiko Inui Risako Mitsui Aika Hakoyama Kano Omata Mai Nakamura Kei Marumo Kurumi Yoshida Kanami Nakamaki Aiko Hayashi |

## Podnoszenie ciężarów
Mężczyźni
| Konkurencja    | Złoto                  | Srebro                  | Brąz                       |
| do 56 kg       | Long Qingquan (CHN)    | Om Yun-chol (PRK)       | Sinphet Kruaithong (THA)   |
| do 62 kg       | Óscar Figueroa (COL)   | Eko Yuli Irawan (INA)   | Farchad Charki (KAZ)       |
| do 69 kg       | Shi Zhiyong (CHN)      | Daniýar Ismailow (TUR)  | Luis Javier Mosquera (COL) |
| do 77 kg       | Nicat Rəhimov (KAZ)    | Lü Xiaojun (CHN)        | Mohamed Mahmud (EGY)       |
| do 85 kg       | Kianoush Rostami (IRI) | Tian Tao (CHN)          | [ c ]                      |
| do 94 kg       | Sohrab Moradi (IRI)    | Wadzim Stralcou (BLR)   | Aurimas Didžbalis (LTU)    |
| do 105 kg      | Ruslan Nurudinov (UZB) | Simon Martirosjan (ARM) | Aleksandr Zajczikow (KAZ)  |
| powyżej 105 kg | Lasza Talachadze (GEO) | Gorr Minasjan (ARM)     | Irakli Turmanidze (GEO)    |

Kobiety
| Konkurencja   | Złoto                  | Srebro                      | Brąz                   |
| do 48 kg      | Sopita Tanasan (THA)   | Sri Wahyuni Agustiani (INA) | Hiromi Miyake (JPN)    |
| do 53 kg      | Hsu Shu-ching (TPE)    | Hidilyn Diaz (PHI)          | Yoon Jin-hee (KOR)     |
| do 58 kg      | Sukanya Srisurat (THA) | Pimsiri Sirikaew (THA)      | Kuo Hsing-chun (TPE)   |
| do 63 kg      | Deng Wei (CHN)         | Choe Hyo-sim (PRK)          | Karina Goriczewa (KAZ) |
| do 69 kg      | Xiang Yanmei (CHN)     | Żazira Żapparkuł (KAZ)      | Sara Ahmed (EGY)       |
| do 75 kg      | Rim Jong-sim (PRK)     | Darja Naumawa (BLR)         | Lidia Valentín (ESP)   |
| powyżej 75 kg | Meng Suping (CHN)      | Kim Kuk-hyang (PRK)         | Sarah Robles (USA)     |

## Rugby 7
| Konkurencja | Złoto | Srebro | Brąz |
| mężczyźni   | Fidżi Apisai Domolailai Jasa Veremalua Josua Tuisova Kitione Taliga Leone Nakarawa Samisoni Viriviri Savenaca Rawaca Semi Kunitani Jerry Tuwai Vatemo Ravouvou Viliame Mata Osea Kolinisau Masivesi Dakuwaqa | Wielka Brytania Mark Bennett Dan Bibby Phil Burgess Sam Cross James Davies Alex Davis Ollie Lindsay Hague Tom Mitchell Dan Norton James Rodwell Mark Robertson Marcus Watson                     | Południowa Afryka Kyle Brown Tim Agaba Philip Snyman Werner Kok Dylan Sage Kwagga Smith Rosko Specmana Cheslin Kolbe Cecil Afrika Justin Geduld Juan de Jongh Seabelo Senatla Francois Hougaard |
| kobiety     | Australia Shannon Parry Sharni Williams Nicole Beck Gemma Etheridge Emma Tonegato Evania Pelite Charlotte Caslicka Chloe Dalton Amy Turner Alicia Quirk Emilee Cherry Ellia Green                            | Nowa Zelandia Shakira Baker Kelly Brazier Gayle Broughton Theresa Fitzpatrick Sarah Goss Kayla McAlister Huriana Manuel Tyla Nathan-Wong Terina Te Tamaki Ruby Tui Niall Williams Portia Woodman | Kanada Britt Benn Hannah Darling Bianca Farella Jen Kish Ghislaine Landry Megan Lukan Kayla Moleschi Karen Paquin Kelly Russell Ashley Steacy Natasha Watcham-Roy Charity Williams              |

## Siatkówka

### Siatkówka halowa
| Konkurencja | Złoto | Srebro | Brąz |
| mężczyźni   | Brazylia Bruno Rezende Éder Carbonera Wallace de Souza William Arjona Sérgio Dutra Santos Felipe Luiz Fonteles Mauricio de Souza Douglas Souza da Silva Lucas Saatkamp Evandro Guerra Ricardo Lucarelli Mauricio Borges Silva | Włochy Daniele Sottile Luca Vettori Osmany Juantorena Simone Giannelli Salvatore Rossini Ivan Zaytsev Filippo Lanza Simone Buti Massimo Colaci Matteo Piano Emanuele Birarelli Oleg Antonow               | Stany Zjednoczone Matthew Anderson Aaron Russell Taylor Sander David Lee Kawika Shoji William Priddy Murphy Troy Thomas Jaeschke Micah Christenson Maxwell Holt David Smith Erik Shoji            |
| kobiety     | Chiny Ding Xia Gong Xiangyu Hui Ruoqi Lin Li Liu Xiaotong Wei Qiuyue Xu Yunli Yan Ni Yang Fangxu Yuan Xinyue Zhang Changning Zhu Ting                                                                                         | Serbia Tijana Bošković Jovana Brakočević Bianka Buša Tijana Malešević Brankica Mihajlović Jelena Nikolić Maja Ognjenović Silvija Popović Milena Rašić Jovana Stevanović Stefana Veljković Bojana Živković | Stany Zjednoczone Rachael Adams Foluke Akinradewo Kayla Banwarth Alisha Glass Christa Harmotto Kimberly Hill Jordan Larson Carli Lloyd Karsta Lowe Kelly Murphy Kelsey Robinson Courtney Thompson |

### Siatkówka plażowa
| Konkurencja | Złoto                                       | Srebro                                    | Brąz                                              |
| mężczyźni   | Brazylia Alison Cerutti Bruno Oscar Schmidt | Włochy Daniele Lupo Paolo Nicolai         | Holandia Alexander Brouwer Robert Meeuwsen        |
| kobiety     | Niemcy Laura Ludwig Kira Walkenhorst        | Brazylia Ágatha Bednarczuk Bárbara Seixas | Stany Zjednoczone April Ross Kerri Walsh-Jennings |

## Skoki do wody
Mężczyźni
| Konkurencja                   | Złoto                                    | Srebro                                        | Brąz                                        |
| trampolina 3 m indywidualnie  | Cao Yuan (CHN)                           | Jack Laugher (GBR)                            | Patrick Hausding (GER)                      |
| trampolina 3 m synchronicznie | Wielka Brytania Jack Laugher Chris Mears | Stany Zjednoczone Sam Dorman Mike Hixon       | Chiny Cao Yuan Qin Kai                      |
| wieża 10 m indywidualnie      | Chen Aisen (CHN)                         | Germán Sánchez (MEX)                          | David Boudia (USA)                          |
| wieża 10 m synchronicznie     | Chiny Chen Aisen Lin Yue                 | Stany Zjednoczone David Boudia Steele Johnson | Wielka Brytania Tom Daley Daniel Goodfellow |

Kobiety
| Konkurencja                  | Złoto                        | Srebro                                    | Brąz                                     |
| trampolina 3 m indywidualnie | Shi Tingmao (CHN)            | He Zi (CHN)                               | Tania Cagnotto (ITA)                     |
| trmpolina 3 m synchronicznie | Chiny Shi Tingmao Wu Minxia  | Włochy Tania Cagnotto Francesca Dallapén  | Australia Maddison Keeney Anabelle Smith |
| wieża 10 m indywidualnie     | Ren Qian (CHN)               | Si Yajle (CHN)                            | Meaghan Benfeito (CAN)                   |
| wieża 10 m synchronicznie    | Chiny Chen Ruolin Liu Huixia | Malezja Cheong Jun Hoong Pandelela Rinong | Kanada Meaghan Benfeito Roseline Filion  |

## Strzelectwo
Mężczyźni
| Konkurencja                               | Złoto                   | Srebro                   | Brąz                       |
| karabin pneumatyczny, 10 m                | Niccolò Campriani (ITA) | Serhij Kulisz (UKR)      | Władimir Maslennikow (RUS) |
| karabin małokalibrowy leżąc, 50 m         | Henri Junghänel (GER)   | Kim Jong-hyun (KOR)      | Kiriłł Grigorjan (RUS)     |
| karabin małokalibrowy, trzy pozycje, 50 m | Niccolò Campriani (ITA) | Siergiej Kamienski (RUS) | Alexis Raynaud (FRA)       |
| pistolet pneumatyczny, 10 m               | Hoàng Xuân Vinh (VIE)   | Felipe Wu (BRA)          | Pang Wei (CHN)             |
| pistolet szybkostrzelny, 25 m             | Christian Reitz (GER)   | Jean Quiquampoix (FRA)   | Li Yuehong (CHN)           |
| pistolet dowolny, 50 m                    | Jin Jong-oh (KOR)       | Hoàng Xuân Vinh (VIE)    | Kim Song-guk (PRK)         |
| trap                                      | Josip Glasnović (CRO)   | Giovanni Pellielo (ITA)  | Edward Ling (GBR)          |
| skeet                                     | Gabriele Rossetti (ITA) | Marcus Svensson (SWE)    | Abdullah Al-Rashidi (IOA)  |
| trap podwójny                             | Fehaid Aldeehani (IOA)  | Marco Innocenti (ITA)    | Steven Scott (GBR)         |

Kobiety
| Konkurencja                               | Złoto                   | Srebro                      | Brąz                        |
| karabin pneumatyczny, 10 m                | Virginia Thrasher (USA) | Du Li (CHN)                 | Yi Siling (CHN)             |
| karabin małokalibrowy, trzy pozycje, 50 m | Barbara Engleder (GER)  | Zhang Binbin (CHN)          | Du Li (CHN)                 |
| pistolet pneumatyczny, 10 m               | Zhang Mengxue (CHN)     | Witalina Bacaraszkina (RUS) | Ana Korakaki (GRE)          |
| pistolet sportowy, 25 m                   | Ana Korakaki (GRE)      | Monika Karsch (GER)         | Heidi Diethelm Gerber (SUI) |
| skeet                                     | Diana Bacosi (ITA)      | Chiara Cainero (ITA)        | Kim Rhode (USA)             |
| trap                                      | Catherine Skinner (AUS) | Natalie Rooney (NZL)        | Corey Cogdell (USA)         |

## Szermierka
Mężczyźni
| Konkurencja          | Złoto                                                                    | Srebro                                                                     | Brąz                                                                                    |
| floret indywidualnie | Daniele Garozzo (ITA)                                                    | Alexander Massialas (USA)                                                  | Timur Safin (RUS)                                                                       |
| floret drużynowo     | Rosja Timur Safin Aleksiej Czeriemisinow Artur Achmatchuzin              | Francja Enzo Lefort Jérémy Cadot Erwann Le Péchoux Jean-Paul Tony Helissey | Stany Zjednoczone Gerek Meinhardt Alexander Massialas Miles Chamley-Watson Race Imboden |
| szabla indywidualnie | Áron Szilágyi (HUN)                                                      | Daryl Homer (USA)                                                          | Kim Jung-hwan (KOR)                                                                     |
| szpada indywidualnie | Park Sang-young (KOR)                                                    | Géza Imre (HUN)                                                            | Gauthier Grumier (FRA)                                                                  |
| szpada drużynowo     | Francja Gauthier Grumier Yannick Borel Daniel Jérent Jean-Michel Lucenay | Włochy Enrico Garozzo Marco Fichera Paolo Pizzo Andrea Santarelli          | Węgry Géza Imre Gábor Boczkó András Rédli Péter Somfai                                  |

Kobiety
| Konkurencja          | Złoto                                                                    | Srebro                                                              | Brąz                                                                             |
| floret indywidualnie | Inna Dierigłazowa (RUS)                                                  | Elisa Di Francisca (ITA)                                            | Inès Boubakri (TUN)                                                              |
| szabla indywidualnie | Jana Jegorian (RUS)                                                      | Sofja Wielika (RUS)                                                 | Olha Charłan (UKR)                                                               |
| szabla drużynowo     | Rosja Jekatierina Djaczenko Julija Gawriłowa Jana Jegorjan Sofja Wielika | Ukraina Olha Charłan Alina Komaszczuk Ołena Krawaćka Ołena Woronina | Stany Zjednoczone Monica Aksamit Ibtihaj Muhammad Dagmara Wozniak Mariel Zagunis |
| szpada indywidualnie | Emese Szász (HUN)                                                        | Rossella Fiamingo (ITA)                                             | Sun Yiwen (CHN)                                                                  |
| szpada drużynowo     | Rumunia Loredana Iordachioiu Simona Gherman Simona Pop Ana Maria Brânză  | Chiny Hao Jialu Sun Yiwen Sun Yujie Xu Anqi                         | Rosja Olga Koczniewa Wioletta Kołobowa Tatiana Łogunowa Lubow Szutowa            |

## Taekwondo
Mężczyźni
| Konkurencja   | Złoto                     | Srebro                     | Brąz                                     |
| 58 kg         | Zhao Shuai (CHN)          | Tawin Hanprab (THA)        | Kim Tae-hun (KOR) Luisito Pie (DOM)      |
| 68 kg         | Ahmad Abughaush (JOR)     | Aleksiej Dienisienko (RUS) | Joel González (ESP) Lee Dae-hoon (KOR)   |
| 80 kg         | Cheick Sallah Cisse (CIV) | Lutalo Muhammad (GBR)      | Milad Bejgi (AZE) Oussama Oueslati (TUN) |
| powyżej 80 kg | Radik Isajew (AZE)        | Abdoulrazak Issoufou (NIG) | Cha Dong-min (KOR) Maicon Siqueira (BRA) |

Kobiety
| Konkurencja   | Złoto              | Srebro                           | Brąz                                                 |
| 49 kg         | Kim So-hui (KOR)   | Tijana Bogdanović (SRB)          | Patimat Abakarowa (AZE) Panipak Wongpattanakit (THA) |
| 57 kg         | Jade Jones (GBR)   | Eva Calvo Gómez (ESP)            | Hidaja Malak Wahba (EGY) Kimija Alizade (IRI)        |
| 67 kg         | Oh Hye-ri (KOR)    | Haby Niaré (FRA)                 | Ruth Gbagbi (CIV) Nur Tatar (TUR)                    |
| powyżej 67 kg | Zheng Shuyin (CHN) | María del Rosario Espinoza (MEX) | Jackie Galloway (USA) Bianca Walkden (GBR)           |

## Tenis stołowy
Mężczyźni
| Konkurencja | Złoto                           | Srebro                                          | Brąz                                               |
| singiel     | Ma Long (CHN)                   | Zhang Jike (CHN)                                | Jun Mizutani (JPN)                                 |
| drużynowy   | Chiny Zhang Jike Ma Long Xu Xin | Japonia Kōki Niwa Jun Mizutani Maharu Yoshimura | Niemcy Timo Boll Dimitrij Ovtcharov Bastian Steger |

Kobiety
| Konkurencja | Złoto                                 | Srebro                                     | Brąz                                         |
| singiel     | Ding Ning (CHN)                       | Li Xiaoxia (CHN)                           | Kim Song-i (PRK)                             |
| drużynowy   | Chiny Liu Shiwen Ding Ning Li Xiaoxia | Niemcy Han Ying Petrissa Solja Shan Xiaona | Japonia Ai Fukuhara Kasumi Ishikawa Mima Itō |

## Tenis ziemny
Mężczyźni
| Konkurencja | Złoto                             | Srebro                            | Brąz                                      |
| singiel     | Andy Murray (GBR)                 | Juan Martín del Potro (ARG)       | Kei Nishikori (JPN)                       |
| debel       | Hiszpania Marc López Rafael Nadal | Rumunia Florin Mergea Horia Tecău | Stany Zjednoczone Steve Johnson Jack Sock |

Kobiety
| Konkurencja | Złoto                                      | Srebro                                     | Brąz                                   |
| singiel     | Mónica Puig (PUR)                          | Angelique Kerber (GER)                     | Petra Kvitová (CZE)                    |
| debel       | Rosja Jekatierina Makarowa Jelena Wiesnina | Szwajcaria Timea Bacsinszky Martina Hingis | Czechy Lucie Šafářová Barbora Strýcová |

Mikst
| Konkurencja | Złoto                                             | Srebro                                      | Brąz                                 |
| mikst       | Stany Zjednoczone Bethanie Mattek-Sands Jack Sock | Stany Zjednoczone Venus Williams Rajeev Ram | Czechy Lucie Hradecká Radek Štěpánek |

## Triathlon
| Konkurencja | Złoto                   | Srebro                  | Brąz                 |
| mężczyźni   | Alistair Brownlee (GBR) | Jonathan Brownlee (GBR) | Henri Schoeman (RSA) |
| kobiety     | Gwen Jorgensen (USA)    | Nicola Spirig (SUI)     | Vicky Holland (GBR)  |

## Wioślarstwo
Mężczyźni
| Konkurencja                       | Złoto | Srebro | Brąz |
| jedynka                           | Mahé Drysdale (AUS) | Damir Martin (CRO) | Ondřej Synek (CZE) |
| dwójka podwójna                   | Chorwacja Martin Sinković Valent Sinković | Litwa Saulius Ritter Mindaugas Griškonis | Norwegia Olaf Tufte Kjetil Borchk |
| dwójka podwójna wagi lekkiej      | Francja Pierre Houin Jérémie Azou | Irlandia Gary O’Donovan Paul O’Donovan | Norwegia Are Strandli Kristoffer Brun |
| dwójka bez sternika               | Nowa Zelandia Hamish Bond Eric Murray | Południowa Afryka Shaun Keeling Lawrence Brittain                                                                                                  | Włochy Marco Di Costanzo Giovanni Abagnale |
| czwórka podwójna                  | Niemcy Karl Schulze Hans Gruhne Lauritz Schoof Philipp Wende                                                                                 | Australia James McRae Karsten Forsterling Cameron Girdlestone Alexander Belonogoff                                                                 | Estonia Kaspar Taimsoo Allar Raja Tõnu Endrekson Andrei Jämsä                                                                                    |
| czwórka bez sternika              | Wielka Brytania Alex Gregory Mohamed Sbihi Constantine Louloudis George Nash                                                                 | Australia Joshua Dunkley-Smith William Lockwood Josh Booth Alexander Hill                                                                          | Włochy Giuseppe Vicino Matteo Castaldo Matteo Lodo Domenico Montrone                                                                             |
| czwórka bez sternika wagi lekkiej | Szwajcaria Simon Niepmanny Lucas Tramer Mario Gyr Simon Schürch                                                                              | Dania Morten Jørgensen Kasper Winther Jørgensen Jacob Barsøe Jacob Larsen                                                                          | Francja Thomas Baroukh Franck Solforosi Guillaume Raineau Thibault Colard                                                                        |
| ósemka                            | Wielka Brytania Matthew Langridge Phelan Hill Andrew Triggs Hodge Peter Reed William Satch Tom Ransley Matt Gotrel Scott Durant Paul Bennett | Niemcy Richard Schmidt Martin Sauer Eric Johannesen Hannes Ocik Andreas Kuffner Maximilian Reinelt Felix Drahotta Malte Jakschik Maximilian Munski | Holandia Olivier Siegelaar Kaj Hendriks Robert Lücken Boaz Meylink Boudewijn Röell Dirk Uittenbogaard Mechiel Versluis Peter Wiersum Tone Wieten |

Kobiety
| Konkurencja                  | Złoto | Srebro | Brąz |
| jedynka                      | Kim Crow (AUS) | Gevvie Stone (USA) | Duan Jingli (CHN) |
| dwójka podwójna              | Polska Magdalena Fularczyk-Kozłowska Natalia Madaj | Wielka Brytania Katherine Grainger Victoria Thornley | Litwa Milda Valčiukaitė Donata Vištartaitė |
| dwójka podwójna wagi lekkiej | Holandia Maaike Head Ilse Paulis | Kanada Lindsay Jennerich Patricia Obee | Chiny Huang Wenyi Pan Feihong |
| dwójka bez sternika          | Wielka Brytania Helen Glover Heather Stanning | Nowa Zelandia Rebecca Scown Genevieve Behrent | Dania Hedvig Rasmussen Anne Andersen |
| czwórka podwójna             | Niemcy Julia Lier Carina Bär Lisa Schmidla Annekatrin Thiele                                                                                                 | Holandia Inge Janssen Chantal Achterberg Carline Bouw Nicole Beukers                                                                                       | Polska Monika Ciaciuch Maria Springwald Agnieszka Kobus Joanna Leszczyńska                                                                     |
| ósemka                       | Stany Zjednoczone Katelin Snyder Meghan Musnicki Amanda Polk Elle Logan Tessa Gobbo Lauren Schmetterling Amanda PolkEmily Regan Amanda Elmore Kerry Simmonds | Wielka Brytania Zoe De Toledo Frances Houghton Polly Swann Zoe Lee Jessica Eddie Katie Solesbury Greves Melanie Wilson Karen Bennett Olivia Carnegie-Brown | Rumunia Ioana Craciun Laura Oprea Daniela Druncea Adelina Cojocariu Roxana Cogianu Mădălina Bereș Andreea Boghian Mihaela Petrilă Iuliana Popa |

## Zapasy
Mężczyźni
| Konkurencja                  | Złoto                          | Srebro                   | Brąz                                             |
| do 59 kg w stylu klasycznym  | Ismael Borrero (CUB)           | Shinobu Ōta (JPN)        | Elmurod Toshmurodov (UZB) Stig André Berge (NOR) |
| do 66 kg w stylu klasycznym  | Davor Štefanek (SRB)           | Mihran Harutiunian (ARM) | Rəsul Çunayev (AZE) Szmagi Bolkwadze (GEO)       |
| do 75 kg w stylu klasycznym  | Roman Własow (RUS)             | Mark Madsen (DEN)        | Kim Hyeon-woo (KOR) Sa’id Abdewali (IRI)         |
| do 85 kg w stylu klasycznym  | Dawit Czakwetadze (RUS)        | Żan Bełeniuk (UKR)       | Dżawid Gamzatow (BLR) Denis Kudla (GER)          |
| do 98 kg w stylu klasycznym  | Artur Aleksanian (ARM)         | Yasmany Lugo (CUB)       | Cenk İldem (TUR) Ghasem Rezaji (IRI)             |
| do 130 kg w stylu klasycznym | Mijaín López (CUB)             | Rıza Kayaalp (TUR)       | Sabah Szari’ati (AZE) Siergiej Siemionow (RUS)   |
| do 57 kg w stylu wolnym      | Wladimer Chinczegaszwili (GEO) | Rei Higuchi (JPN)        | Hasan Rahimi (IRI) Hacı Əliyev (AZE)             |
| do 65 kg w stylu wolnym      | Sosłan Ramonow (RUS)           | Toğrul Əsgərov (AZE)     | Frank Chamizo (CUB) Ixtiyor Navroʻzov (UZB)      |
| do 74 kg w stylu wolnym      | Hasan Jazdani (IRI)            | Aniuar Giedujew (RUS)    | Cəbrayıl Həsənov (AZE) Soner Demirtaş (TUR)      |
| do 86 kg w stylu wolnym      | Abdułraszyd Sadułajew (RUS)    | Selim Yaşar (TUR)        | Şərif Şərifov (AZE) J’den Cox (USA)              |
| do 97 kg w stylu wolnym      | Kyle Snyder (USA)              | Chietag Gaziumow (AZE)   | Albiert Saritow (ROU) Magomied Ibragimow (UZB)   |
| do 125 kg w stylu wolnym     | Taha Akgül (TUR)               | Komejl Ghasemi (IRI)     | Geno Petriaszwili (GEO) Ibragim Saidow (BLR)     |

Kobiety
| Konkurencja | Złoto                | Srebro                  | Brąz                                              |
| do 48 kg    | Eri Tōsaka (JPN)     | Marija Stadnik (AZE)    | Sun Yanan (CHN) Elica Jankowa (BUL)               |
| do 53 kg    | Helen Maroulis (USA) | Saori Yoshida (JPN)     | Natalija Synyszyn (AZE) Sofia Mattsson (SWE)      |
| do 58 kg    | Kaori Ichō (JPN)     | Walerija Kobłowa (RUS)  | Marwa al-Amiri (TUN) Sakszi Malik (IND)           |
| do 63 kg    | Risako Kawai (JPN)   | Maryja Mamaszuk (BLR)   | Jekatierina Łarionowa (KAZ) Monika Michalik (POL) |
| do 69 kg    | Sara Doshō (JPN)     | Natalja Worobjowa (RUS) | Jenny Fransson (SWE) Elmira Syzdykowa (KAZ)       |
| do 75 kg    | Erica Wiebe (CAN)    | Giuzel Maniurowa (KAZ)  | Zhang Fengliu (CHN) Jekatierina Bukina (RUS)      |

## Żeglarstwo
Mężczyźni
| Konkurencja | Złoto                                  | Srebro                                  | Brąz                                   |
| 470         | Chorwacja Šime Fantela Igor Marenic    | Australia Mathew Belcher Will Rayn      | Grecja Panajotis Mandis Pawlos Kajalis |
| 49er        | Nowa Zelandia Peter Burling Blair Tuke | Australia Nathan Outteridge Iain Jensen | Niemcy Erik Heil Thomas Ploessels      |
| Finn        | Giles Scottl (GBR)                     | Vasilij Žbogar (SLO)                    | Caleb Paine (USA)                      |
| Laser       | Tonči Stipanović (CRO)                 | Tom Burton (AUS)                        | Sam Meech (NZL)                        |
| RS:X        | Dorian van Rijsselberghe (NED)         | Nick Dempsey (GBR)                      | Pierre Le Coq (FRA)                    |

Kobiety
| Konkurencja  | Złoto                                     | Srebro                                 | Brąz                                        |
| 470          | Wielka Brytania Hannah Mills Saskia Clark | Nowa Zelandia Jo Aleh Polly Powrie     | Francja Camille Lecointre Hélène Defrance   |
| 49er         | Brazylia Martine Grael Kahena Kunze       | Nowa Zelandia Alex Maloney Molly Meech | Dania Jena Mai Hansen Katja Salskov-Iversen |
| Laser Radial | Marit Bouwmeestere (NED)                  | Annalise Murphy (IRL)                  | Anne-Marie Rindom (DEN)                     |
| RS:X         | Charline Picon (FRA)                      | Chen Peina (CHN)                       | Stiefanija Jełfutina (RUS)                  |

Mieszane
| Konkurencja | Złoto                                            | Srebro                                   | Brąz                             |
| Nacra 17    | Argentyna Santiago Lange Cecilia Carranza Saroli | Australia Jason Waterhouse Lisa Darmanin | Austria Thomas Zajac Tanja Frank |